# Les ones del record

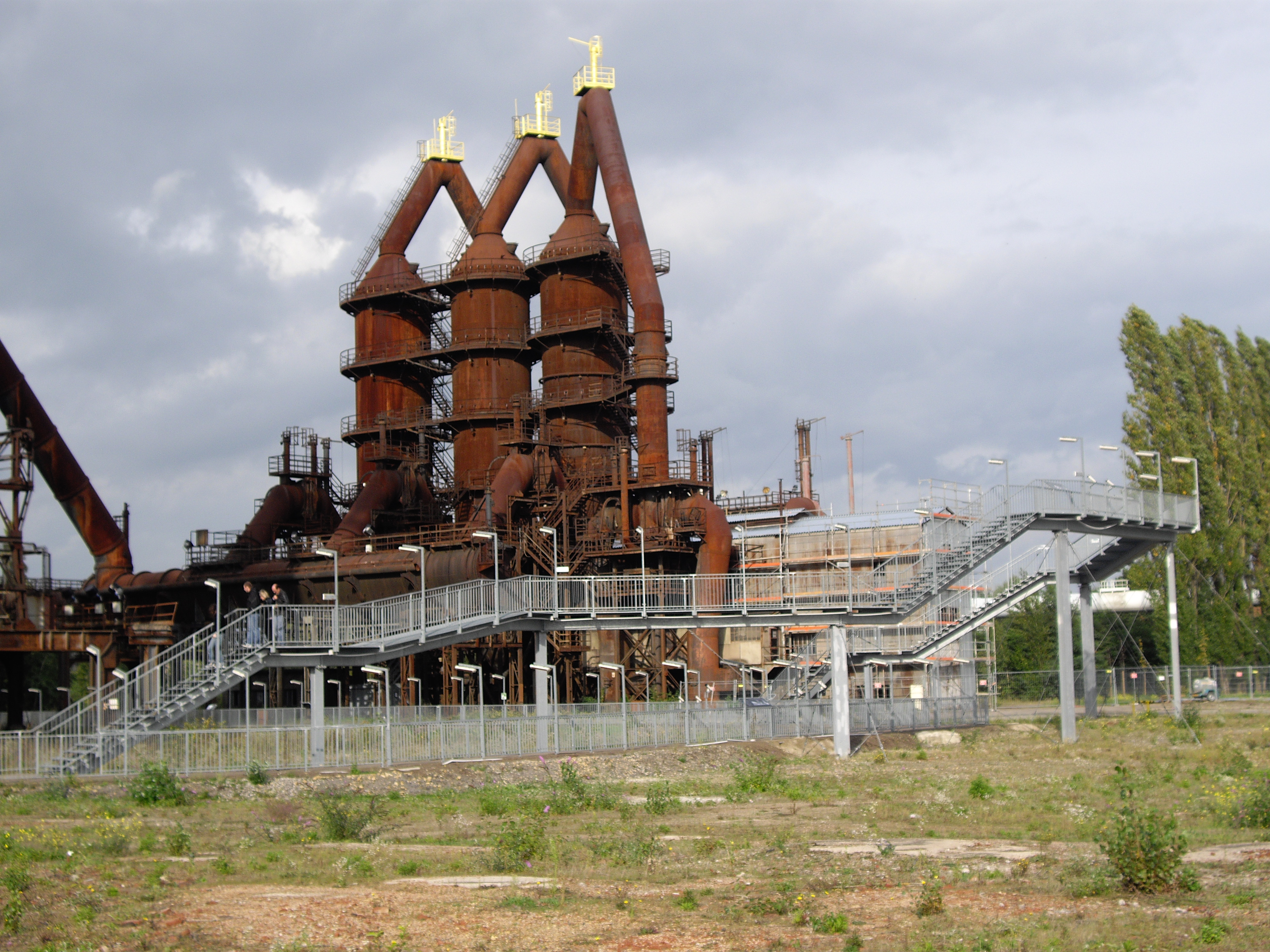
Parc dels alts forns U4.

Les ones del record (títol original en francès, Les Ondes du souvenir) és un telefilm francobelga dirigit per Sylvie Ayme, que té com a marc la repressió policial contra la ràdio pirata Lorraine cœur d'acier, veu de la protesta obrera entre 1978 i 1979. S'ha doblat al valencià per À Punt, que va emetre'l per primer cop el 29 d'octubre de 2022.
Les ones del record segueix les pel·lícules Les boires del record i Els murs del record, en les quals un fet històric també va servir de base per a la història de ficció criminal.
L'estrena de la pel·lícula el 12 de desembre de 2020 a France 3 va ocupar el primer lloc en les classificacions de dissabte al vespre, amb 5,54 milions d'espectadors, cosa que fa representar el 22,8% d'audiència.
El telefilm és una coproducció de France.tv Studio, Dalva productions, AT-Productions i RTBF, amb la participació de France Télévisions i Radio télévision suisse.

## Repartiment
- Gaëlle Bona: Clara Merisi
- David Kammenos: François Gilbert
- Mhamed Arezki: Guillaume Barot
- Isabelle Candelier: Julia Conti
- Nicolas Wanczycki: Eddy Chaumont
- Lionnel Astier: Robert Collart
- Marvin Dubart: Kevin Reinert